# Červený Kláštor
Červený Kláštor (allemand : Rotes Kloster, hongrois : Vöröskolostor, polonais : Czerwony Klasztor), dont le nom signifie Cloître rouge, est un village de Slovaquie situé dans la région de Prešov, le long du Dunajec sur la frontière polonaise.

## Histoire
Première mention écrite du village en 1828.

## Démographie

### Évolution de la population
| Année:               | 1994. | 2004.  | 2014.   | 2024.   |
| -------------------- | ----- | ------ | ------- | ------- |
| Nombre de personnes: | 240   | 222    | 234     | 220     |
| Différence:          |       | -7,5 % | +5,40 % | -5,98 % |

| Année:               | 2023. | 2024.   |
| -------------------- | ----- | ------- |
| Nombre de personnes: | 218   | 220     |
| Différence:          |       | +0,91 % |